# Ставракис, Тасо
Та́со Нико́лас Ставра́кис (англ. Taso Nicholas Stavrakis; род. 12 июля 1957, Кантон, Огайо, США) — американский актёр кино и телевидения, каскадёр и постановщик трюков, наиболее известный по фильмам Джорджа Ромеро «Рассвет мертвецов» (1978), «Рыцари на колёсах» (1981) и «День мертвецов» (1985).

## Биография
Родился 12 июля 1957 года в Кантоне (Огайо, США) в греческой семье.
После окончания Университета Карнеги — Меллон, где он изучал изящные искусства, Тасо играл в офф-бродвейских спектаклях.
Близкий друг и университетский однокашник Тома Савини.

## Фильмография
| Год  |   | Русское название                                   | Оригинальное название                                  | Роль                                                      |
| ---- | - | -------------------------------------------------- | ------------------------------------------------------ | --------------------------------------------------------- |
| 1978 | ф | Рассвет мертвецов                                  | Dawn of the Dead                                       | участник рейда; трюки (в титрах не значится)              |
| 1980 | ф | Пятница, 13-е                                      | Friday the 13th                                        | ассистент по специальному гриму                           |
| 1980 | ф | Он знает, что вы одни                              | He Knows You're Alone                                  | спецэффекты                                               |
| 1981 | ф | Рыцари на колёсах                                  | Knightriders                                           | Эвейн                                                     |
| 1982 | ф | Застрял в тебе                                     | Stuck on You!                                          |                                                           |
| 1985 | ф | День мертвецов                                     | Day of the Dead                                        | Торрез; постановщик трюков                                |
| 1987 | ф | Калейдоскоп ужасов 2                               | Creepshow 2                                            | постановщик трюков                                        |
| 1987 | с | Как вращается мир                                  | As the World Turns                                     | Ставрос                                                   |
| 1991 | ф | Фараоны-кровососы из Питтсбурга                    | Bloodsucking Pharaohs in Pittsburgh                    | Semmet Cairo; постановщик трюков                          |
| 1998 | ф | Маска Зорро                                        | The Mask of Zorro                                      | солдат; трюки (в титрах не значится)                      |
| 2001 | ф | Скелеты в шкафу                                    | Skeletons in the Closet                                | трюки                                                     |
| 2003 | ф | Пираты Карибского моря: Проклятие Чёрной жемчужины | Pirates of the Caribbean: The Curse of the Black Pearl | трюки                                                     |
| 2006 | ф | Полиция Майами: Отдел нравов                       | Miami Vice                                             | снайпер; каскадёр (в титрах не значится)                  |
| 2006 | ф | Селестинские пророчества                           | The Celestine Prophecy                                 | каскадёр                                                  |
| 2006 | ф | Придурки                                           | Jackass Number Two                                     |                                                           |
| 2010 | с | Ходячие мертвецы                                   | The Walking Dead                                       | трюки; серия «Дни, изменившие мир» (в титрах не значится) |
| 2011 | ф | Фергюсоны                                          | The Fergusons                                          |                                                           |
| 2014 | ф | Контрольная группа                                 | The Control Group                                      | агент Торрез; постановщик трюков                          |
| 2017 | ф | Вуаль                                              | The Veil                                               |                                                           |